# Lijst van rijksmonumenten in Vogelenzang
De plaats Vogelenzang telt 43 inschrijvingen in het rijksmonumentenregister. Hieronder een overzicht.
| Object                                                                      | Oorspronkelijke functie?  | Bouwjaar              | Architect                       | Locatie                    | Coördinaten?                  | Nr.?   | Afbeelding        |
| --------------------------------------------------------------------------- | ------------------------- | --------------------- | ------------------------------- | -------------------------- | ----------------------------- | ------ | ----------------- |
| Leyduin: hoofdgebouw                                                        | Kasteel, buitenplaats     | 1921                  | A. de Maaker                    | 2e Leijweg 1               | 52° 20' 30" NB, 4° 35' 42" OL | 511107 | Meer afbeeldingen |
| Leyduin: koetshuis                                                          | Opslag                    | 1874                  |                                 | Vogelenzangseweg 31        | 52° 20' 39" NB, 4° 35' 33" OL | 511108 | Meer afbeeldingen |
| Vinkenduin: toegangshek                                                     | Erfscheiding              | 1926                  | A. de Maaker                    | Vogelenzangseweg bij 39    | 52° 20' 14" NB, 4° 34' 56" OL | 511110 | Meer afbeeldingen |
| Vinkenduin: hoofdgebouw                                                     | Kasteel, buitenplaats     | 1924-1925             | A. de Maaker                    | Vogelenzangseweg 39        | 52° 20' 19" NB, 4° 35' 5" OL  | 511111 | Meer afbeeldingen |
| Vinkenduin: bospaviljoen                                                    | Horeca                    | 1920                  | A. de Maaker                    | 2e Leijweg 8               | 52° 20' 14" NB, 4° 34' 56" OL | 511112 | Upload foto       |
| Vinkenduin: vrijstaande dienstwoning met inpandige dubbele garage           | Dienstwoning              | 1924-1925             | A. de Maaker                    | Vogelenzangseweg 37        | 52° 20' 14" NB, 4° 34' 56" OL | 511113 | Meer afbeeldingen |
| Casa Carmeli                                                                | Woonhuis                  | 1850-1868             |                                 | Bekslaan 9                 | 52° 19' 35" NB, 4° 34' 47" OL | 511136 | Casa Carmeli      |
| Casa Carmeli: tuinmanswoning                                                | Bijgebouwen kastelen enz. | ca. 1870              |                                 | Vogelenzangseweg 53        | 52° 19' 40" NB, 4° 34' 49" OL | 511137 | Upload foto       |
| Stal Oud Woestduin                                                          | Dierenverblijf            | 1905                  | D.E.L. van den Arend            | Manpadslaan 8              | 52° 20' 8" NB, 4° 35' 28" OL  | 511147 | Upload foto       |
| Voormalige spoorwegstation "Vogelenzang-Bennebroek" met dubbele bovenwoning | Transport                 | 1880/1881             | waarschijnlijk D.A.N. Margadant | Leidsevaart 34             | 52° 19' 26" NB, 4° 35' 15" OL | 511154 | Meer afbeeldingen |
| Huis te Vogelenzang: hoofdonderdeel                                         | Kasteel, buitenplaats     | 17e eeuw              |                                 | Bekslaan 14                | 52° 19' 35" NB, 4° 34' 6" OL  | 511228 | Meer afbeeldingen |
| Huis te Vogelenzang: historische tuin- en parkaanleg                        | Tuin, park en plantsoen   | 1750-1850             | J.D.Zocher sr                   | Bekslaan bij 14            | 52° 19' 35" NB, 4° 34' 6" OL  | 511230 | Upload foto       |
| Huis te Vogelenzang: zonnewijzer                                            | Tuin, park en plantsoen   | ca. 1750              |                                 | Bekslaan bij 14            | 52° 19' 32" NB, 4° 34' 4" OL  | 511231 | Meer afbeeldingen |
| Huis te Vogelenzang: tuinornamenten                                         | Tuin, park en plantsoen   | midden 18e eeuw       |                                 | Bekslaan bij 14            | 52° 19' 32" NB, 4° 34' 7" OL  | 511232 | Upload foto       |
| Huis te Vogelenzang: tuinmuur met schuurtje en broeikas                     | Tuin, park en plantsoen   | 18e eeuw              |                                 | Bekslaan bij 14            | 52° 19' 36" NB, 4° 34' 0" OL  | 511233 | Upload foto       |
| Huis te Vogelenzang: druivenkas                                             | Tuin, park en plantsoen   | 19e eeuw              |                                 | Bekslaan bij 14            | 52° 19' 35" NB, 4° 34' 0" OL  | 511234 | Upload foto       |
| Huis te Vogelenzang: orchideeenkas                                          | Tuin, park en plantsoen   | 19e eeuw              |                                 | Bekslaan bij 14            | 52° 19' 36" NB, 4° 33' 59" OL | 511235 | Upload foto       |
| Huis te Vogelenzang: koude bak                                              | Tuin, park en plantsoen   | 19e eeuw              |                                 | Bekslaan bij 14            | 52° 19' 36" NB, 4° 33' 59" OL | 511236 | Upload foto       |
| Huis te Vogelenzang: tuinbeeld                                              | Tuin, park en plantsoen   | 18e eeuw              |                                 | Bekslaan bij 14            | 52° 19' 37" NB, 4° 34' 3" OL  | 511299 | Meer afbeeldingen |
| Huis te Vogelenzang: Arbeiderswoning                                        | Bijgebouwen kastelen enz. | 18e eeuw              |                                 | Bekslaan 2                 | 52° 19' 37" NB, 4° 33' 47" OL | 511303 | Upload foto       |
| Huis te Vogelenzang: Dubbele dienstwoning met stal en hooiberg              | Bijgebouwen kastelen enz. | 18e eeuw              |                                 | Vogelenzangseduinweg 1     | 52° 19' 50" NB, 4° 34' 2" OL  | 511310 | Upload foto       |
| Huis te Vogelenzang: Dienstwoning                                           | Bijgebouwen kastelen enz. | 19e eeuw              |                                 | Bekslaan 16                | 52° 19' 38" NB, 4° 34' 6" OL  | 511311 | Upload foto       |
| Huis te Vogelenzang: Stalgebouw                                             | Bijgebouwen kastelen enz. | 1852                  |                                 | Bekslaan 16A               | 52° 19' 37" NB, 4° 34' 6" OL  | 511312 | Upload foto       |
| Huis te Vogelenzang: Hekken                                                 | Erfscheiding              | 19e eeuw              |                                 | Bekslaan bij 14            | 52° 19' 31" NB, 4° 34' 9" OL  | 511313 | Upload foto       |
| Huis te Vogelenzang: Waterwering                                            | Tuin, park en plantsoen   | 1915                  |                                 | Bekslaan bij 14            | 52° 19' 35" NB, 4° 34' 6" OL  | 511315 | Upload foto       |
| Teylingerbosch: hoofdgebouw                                                 | Kasteel, buitenplaats     | 1867                  |                                 | Bekslaan 22                | 52° 19' 38" NB, 4° 34' 20" OL | 511316 | Meer afbeeldingen |
| Teylingerbosch: bijgebouw                                                   | Bijgebouwen kastelen enz. | 17e eeuw              |                                 | Bekslaan 20                | 52° 19' 37" NB, 4° 34' 18" OL | 511317 | Meer afbeeldingen |
| Huis te Vogelenzang: Duiker                                                 | Tuin, park en plantsoen   | 19e eeuw              |                                 | Bekslaan 22                | 52° 19' 41" NB, 4° 34' 22" OL | 511318 | Upload foto       |
| Gepleisterde duinwoning                                                     | Woonhuis                  | 18e eeuw              |                                 | Bekslaan 52                | 52° 19' 24" NB, 4° 35' 6" OL  | 9646   | Meer afbeeldingen |
| Huis te Vogelenzang: Tuinmuur                                               | Tuin, park en plantsoen   | 18e eeuw              |                                 | Vogelenzangseduinweg bij 3 | 52° 19' 41" NB, 4° 34' 24" OL | 511319 | Upload foto       |
| Huis te Vogelenzang: Boerderij                                              | Bijgebouwen kastelen enz. | 17e eeuw              |                                 | Tweede Doodweg 24          | 52° 19' 27" NB, 4° 34' 13" OL | 511320 | Upload foto       |
| OLV ten Hemelopneming                                                       | Kerk en kerkonderdeel     | 1858-1861             | Th.Molkenboer en Pelzer         | Kerkweg 1                  | 52° 19' 16" NB, 4° 34' 29" OL | 9744   | Meer afbeeldingen |
| Leyduin: historische park- en tuinaanleg                                    | Tuin, park en plantsoen   | 18e eeuw              |                                 | 2e Leijweg bij 1           | 52° 20' 31" NB, 4° 35' 29" OL | 529765 | Meer afbeeldingen |
| Leyduin: belvedere                                                          | Tuin, park en plantsoen   | laat 18e eeuw         |                                 | 2e Leijweg bij 1           | 52° 20' 26" NB, 4° 35' 30" OL | 529766 | Meer afbeeldingen |
| Leyduin: ijskelder                                                          | Tuin, park en plantsoen   | vermoedelijk 18e eeuw |                                 | 2e Leijweg bij 1           | 52° 20' 26" NB, 4° 35' 30" OL | 529767 | Meer afbeeldingen |
| Leyduin: tuin met twee schuren                                              | Tuin, park en plantsoen   | ca. 1900              |                                 | 2e Leijweg bij 1           | 52° 20' 26" NB, 4° 35' 30" OL | 529768 | Upload foto       |
| Leyduin: inrijhek                                                           | Tuin, park en plantsoen   | ca. 1921              |                                 | 2e Leijweg bij 1           | 52° 20' 26" NB, 4° 35' 30" OL | 529769 | Meer afbeeldingen |
| Leyduin: vijf natuurstenen grenspalen                                       | Tuin, park en plantsoen   | 18e eeuw              |                                 | 2e Leijweg bij 1           | 52° 20' 26" NB, 4° 35' 30" OL | 529770 | Meer afbeeldingen |
| Leyduin: waterwerken                                                        | Tuin, park en plantsoen   | 18e eeuw (oorsprong)  |                                 | 2e Leijweg bij 1           | 52° 20' 26" NB, 4° 35' 30" OL | 529771 | Upload foto       |
| Leyduin: zomerhuis                                                          | Bijgebouwen kastelen enz. | 1796                  |                                 | 2e Leijweg 7               | 52° 20' 32" NB, 4° 35' 40" OL | 529772 | Meer afbeeldingen |
| Leyduin: dienstwoning                                                       | Bijgebouwen kastelen enz. | 18e eeuw (oorsprong)  |                                 | Vogelenzangseweg 29        | 52° 20' 39" NB, 4° 35' 33" OL | 529773 | Meer afbeeldingen |
| Leyduin: stal                                                               | Bijgebouwen kastelen enz. | 19e eeuw              |                                 | 2e Leijweg 9               | 52° 20' 33" NB, 4° 35' 39" OL | 529774 | Upload foto       |